# Schlacht bei der Schosshalde
Die Schlacht bei der Schosshalde war eine militärische Auseinandersetzung zwischen Habsburg und Bern. Sie fand am 27. April 1289 bei der Schosshalde zwischen Bern und Ostermundigen im heutigen Kanton Bern in der Schweiz statt.

## Vorgeschichte
1255 begab sich Bern unter Schutzhoheit der Grafen von Savoyen. Bern hatte Habsburg die Reichssteuer verweigert und sich dem burgundischen Bund mit Savoyen angeschlossen, der sich der Expansion der habsburgischen Hausmacht widersetzte. Das Haus Burgund beschloss 1287 den Krieg gegen König Rudolf von Habsburg. Obwohl Bern zu dieser Zeit Königsstadt war betrachtete Rudolf die Stadt wegen ihres Bündnisses mit Savoyen als burgundischen Vorposten. Er kam Burgund mit einem Angriff zuvor und belagerte im Jahr darauf Bern zweimal erfolglos; die Stadt konnte sich in beiden Belagerungen und einer offenen Schlacht gegen die Habsburger behaupten.

## Verlauf
Im April 1289 zog der Sohn Rudolfs, Herzog Rudolf von Schwaben (laut Tschudi war es Albrecht, nicht Rudolf), unbemerkt vor Bern. Mit 300 Reitern legte er sich auf der Schosshalde vor den Toren östlich von Bern in einen Hinterhalt, während ein Streiftrupp durch Plünderungen an den Rebbauern die Berner Bürger aus dem sicheren Schutz der Aare hervorlockte. Mit dieser List wollte er die Berner besiegen.
Unbesonnen stürmten die Berner am 27. April den Muristalden hinauf. Da sahen sie sich plötzlich von den österreichischen Reitern umstellt und wurden vor den Toren der Stadt überwältigt. Wen die Habsburger erwischten, wurde gefangen, und wer floh, wurde niedergemacht. Der Graf von Homberg aus der Familie Frohburg-Homberg, Ludwig I. der Tapfere, der aus Freundschaft auf Habsburger Seite mitkämpfte, fiel jedoch in diesem Kampf, was bei seinem Vetter Herzog Rudolf eine tiefe Verbitterung auslöste.

## Folgen

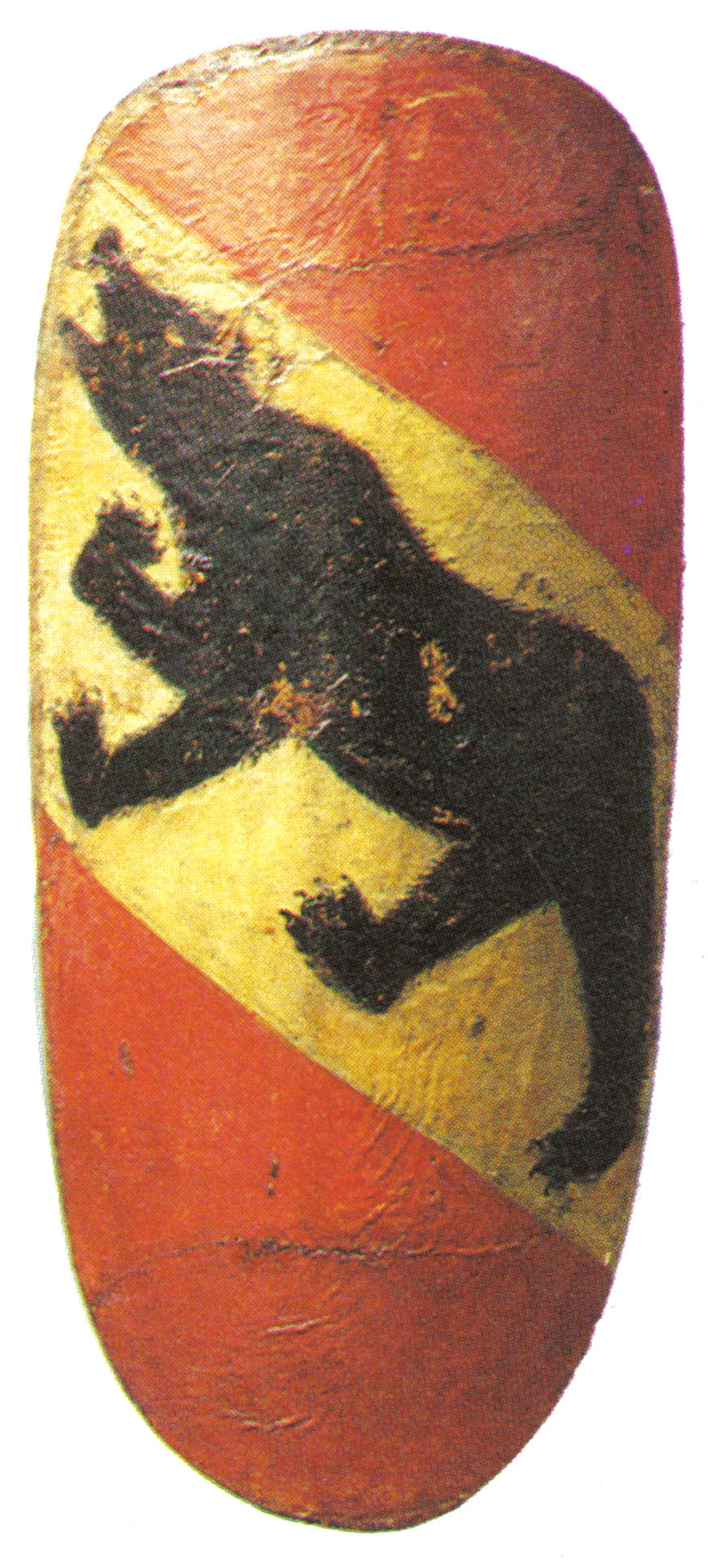
Schild mit der ältesten Farbdarstellung des Berner Wappens, 14. Jahrhundert

Im Mai desselben Jahres folgten schwierige Friedensverhandlungen von Schultheiss Ulrich von Bubenberg und König Rudolf I. von Habsburg in Baden. Zwar wurde Bern erneut zum Reichsgehorsam gezwungen und musste neue Steuern und eine hohe Busse zahlen, dennoch blieb die Stadt reichsfrei und wurde Habsburg nicht unterworfen.
Der Ausgang des Konfliktes mündete jedoch in eine innere Krise. Es gab Kontroversen um die Schuld der Niederlage sowie einen Machtkampf zwischen dem Adel und Bürgern der Stadt, der durch die entstehende Klasse der Kaufleute und Handwerker gefördert wurde. Diese konstitutionelle Krise befasste sich mit der grundlegenden Definition der Bürger und mit den diesem Status verbundenen Privilegien. Nach dem April 1294 wurde unter dem Vorwand, Juden hätten einen Knaben ermordet, ein Teil der jüdischen Bevölkerung Berns gerädert und der überlebende Rest aus der Stadt vertrieben. Der Knabe wurde später unter dem Namen Rudolf von Bern als Märtyrer verehrt. Eine unblutig verlaufene Verfassungsänderung entschärfte die Situation durch die Erweiterung der politischen Führung. Die Opposition der Handwerker und Händler bewirkten ein Mitspracherecht im neugewählten Berner Rat. Dieser politische Umsturz wirkte sich im Nachhinein eher stärkend aus, da wenige Jahre danach Berns Territorialbildung einsetzte, was in dieser Zeit unüblich war, sowie das Wachstum der später so genannten Burgundischen Eidgenossenschaft.

## Berner Wappen
Der Chronist Konrad Justinger sah die Schlacht bei der Schosshalde als Ursache der Veränderung des ursprünglichen Berner Wappens (ein Bär auf silbernem Grund) an. Walo von Greyerz (legendär) soll das von den Feinden erbeutete Stadtbanner gerettet haben. Das Banner sei daraufhin verändert worden. Das heutige Wappen ist seit dem 14. Jahrhundert belegt. Älteste Darstellung ist ein Setzschild aus dem 14. Jahrhundert.